# Авдеев, Евгений Александрович
Евгений Александрович Авде́ев (укр. Євген Олександрович Авдєєв; род. 31 декабря 1938, Тула) — советский и украинский тренер по конькобежному спорту и спортивный функционер; Заслуженный тренер Украинской ССР (1977).

## Биография
Родился 31 декабря 1938 года в Туле. В 1965 году окончил Киевский государственный институт физкультуры (ныне Национальный университет физического воспитания и спорта Украины), после чего по 1968 год работал преподавателем Ивано-Франковского техникума физической культуры. Затем работал тренером киевского ДСО «Динамо» (в 1968—1974 годах). С 1974 по 1981 годы был государственным тренером Комитета по физической культуре и спортe Украинской ССР. В 1981—1991 годах — тренер-преподаватель Киевской школы-интерната спортивного профиля.
С 1975 по 1981 годы Евгений Авдеев был секретарем и с 1992 по 1997 годы — президентом Федерации конькобежного спорта Украины.
Среди его воспитанников — Заслуженный мастер спорта СССР Вера Брындзей, за подготовку которой был удостоен Почетной грамоты Киевской городской организации физкультурно-спортивного общества «Динамо».